# Agave gilbertii
Agave gilbertii är en sparrisväxtart som beskrevs av Alwin Berger. Agave gilbertii ingår i släktet Agave och familjen sparrisväxter. Inga underarter finns listade i Catalogue of Life.